# Martín Posse
Martín Posse, né le 2 août 1975 à San Justo (Argentine), est un footballeur argentin, évoluant au poste d'attaquant. Au cours de sa carrière, il évolue au Vélez Sarsfield, à l'Espanyol, à Tenerife, à l'UE Figueres et à l'UE Castelldefels ainsi qu'en équipe d'Argentine.
Posse ne marque aucun but lors de ses trois sélections avec l'équipe d'Argentine en 1997. Il participe à la Copa América en 1997 avec l'équipe d'Argentine. À la suite de sa carrière de joueur, il devient entraîneur.

## Biographie
Évoluant au poste d'attaquant, Posse fait partie de l'équipe d'Argentine qui dispute la Copa América en 1997. Il compte trois sélections pour aucun but en 1997.

## Carrière de joueur
- 1992-1999 :  Vélez Sarsfield
- 1999-2003 :  Espanyol
- 2003-2004 :  Tenerife
- 2004-2006 :  Espanyol
- 2007 :  UE Figueres
- 2007 :  UE Castelldefels [2],[3]

### Palmarès

#### En équipe nationale
- 3 sélections et 0 but avec l'équipe d'Argentine en 1997

#### Avec Vélez Sarsfield
- Vainqueur de la Copa Libertadores en 1994
- Vainqueur de la Copa Interamericana en 1994
- Vainqueur de la Supercopa Sudamericana en 1996
- Vainqueur de la Recopa Sudamericana en 1997
- Vainqueur du Championnat d'Argentine en 1993 (Tournoi de clôture), en 1995 (Tournoi d'ouverture), en 1996 (Tournoi de clôture) et en 1998 (Tournoi de clôture)

#### Avec l'Espanyol
- Vainqueur de la Coupe d'Espagne en 2000 et 2006

## Carrière d'entraîneur
- 2013 : CE L'Hospitalet
- 2014- : CF Pobla de Mafumet